# Fuga dalla scuola media
Fuga dalla scuola media (Welcome to the Dollhouse) è un film del 1995 diretto da Todd Solondz con Heather Matarazzo. Film drammatico, vinse nel 1996 un premio al Sundance Film Festival.
Il titolo originale è quello del brano suonato dal gruppo di Mark e Steve nel garage di casa Wiener.

## Trama
Dawn Wiener è una ragazzina del New Jersey che frequenta la prima media. È timida e bruttina, con gusti particolari in fatto di look e abbigliamento. Nonostante cerchi di farsi apprezzare dai suoi coetanei, a scuola è vittima di bullismo e viene spesso sbeffeggiata in pubblico e apostrofata come lesbica. Anche il suo rapporto coi famigliari è difficile: sua madre le preferisce la viziata e dispettosa sorellina Missy, perché decisamente più bella e aggraziata di lei, mentre il padre sembra ignorarla. Anche il fratello diciassettenne "secchione" Mark, nonostante sia una delle poche persone con cui Dawn riesce ad avere un po’ di dialogo, non le presta molta attenzione. Dawn si confida allora col vicino di casa Ralphy, un fragile ed effeminato ragazzino di dieci anni, fondatore, assieme a lei, del "Club delle persone particolari", con sede in una cadente casetta nel giardino di casa Wiener.
Quando Steve, un affascinante studente che frequenta con scarso profitto il liceo, accetta di diventare il cantante della sgangherata band di Mark in cambio di ripetizioni, Dawn se ne innamora immediatamente. A scuola invece Dawn viene ripetutamente provocata da Brandon, un bulletto della sua classe che dimostra di essersi invaghito di lei. Col tempo, Dawn capisce che anche Brandon è un ragazzo solo e che in fondo ha un cuore d’oro. La sua condotta da bullo è una difesa contro le difficoltà della sua vita: suo padre è alcolizzato e violento mentre suo fratello maggiore è mentalmente disabile. Dawn e Brandon iniziano così una storia segreta e innocente.
Per organizzare una festa per il ventesimo anniversario di matrimonio, la madre di Dawn decide di demolire la casetta dove lei ha il suo piccolo club, incurante delle sue proteste. Anche la sua relazione con Brandon si interrompe bruscamente, quando lei gli confessa i propri sentimenti per Steve. Ralphy tenta di consolarla, ma Dawn lo respinge con rabbia, rimanendo completamente sola. Durante la festa, Dawn tenta di dichiararsi a Steve e pensa di farlo "Membro onorario del Club delle persone particolari", ma il ragazzo la spiazza facendosi trovare in dolce compagnia e dicendole che il suo è un club per ritardati. Inoltre la sorellina Missy spinge per gioco Dawn dentro una piscina per bambini, causando l'ilarità generale. Quella sera, tutta la famiglia guarda la videocassetta dell'anniversario, ridendo alla scena in cui Missy spinge Dawn in piscina, incuranti di ferire la sua sensibilità. Mentre tutti dormono, Dawn distrugge la videocassetta con un martello ed ha la tentazione di usarlo anche contro Missy. Vedendo la sorellina addormentata e indifesa però, si trattiene.
Poco dopo Brandon viene espulso dalla scuola, in quanto sospettato di spacciare droga. Dawn va a trovarlo a casa sua, dove Brandon si sta accingendo a scappare, temendo di venire mandato in riformatorio. Brandon le rivela che in realtà era un suo amico a spacciare e le chiede di fuggire con lui a New York. Dawn però rifiuta e Brandon la abbandona.
Un giorno la madre di Dawn dice alla figlia di avvertire Missy che non potrà andarla a prendere a lezione di danza poiché l’auto si è rotta e che la accompagnerà la madre di una sua amichetta. Dawn però, ancora risentita con la sorellina, non la avverte e la bambina, lasciata sola a scuola, viene rapita. Quando il suo tutù viene ritrovato a Times Square, Dawn parte in segreto per New York, sperando di riuscire a salvare la sorellina e di diventare l'eroina della famiglia. Il giorno dopo Dawn telefona a casa per informare tutti che sta cercando Missy, ma Mark le risponde che la piccola è stata trovata ed è sana e salva. Missy era stata portata nella cantina di un vicino pedofilo che si è limitato a farle alcuni video e che ora è stato arrestato. Dawn scopre anche che la madre era così preoccupata per Missy che non si è nemmeno accorta della sua assenza.
Dawn riprende la sua solita vita, venendo sbeffeggiata dai compagni di scuola durante un discorso di ringraziamento e una sera, parlando col fratello, apprende che non c’è speranza che le cose migliorino per lei almeno finché non andrà al liceo. Il film si chiude con Dawn, in viaggio per Disneyworld coi suoi compagni di classe, che canta con voce rotta l'inno della scuola sull'autobus.

## Riconoscimenti
- Independent Spirit Awards 1997
  - Miglior performance di debutto (Heather Matarazzo)